# IF Fram Larvik
El IF Fram Larvik es un equipo de fútbol de Noruega que juega en la Fair Play ligaen, la tercera división de fútbol en el país.

## Historia
Fue fundado el 15 de enero de 1894 en el poblado de Torstrand en Larvik como un club multideportivo que cuenta con secciones en deportes como atletismo, balonmano y patinaje, aunque en fútbol es donde han tenido mayor éxito.
Es uno de los equipos de fútbol más antiguos de Noruega y fue campeón de la Tippeligaen en la temporada 1949-50, aunque el club ha militado principalmente en la Adeccoligaen y la Fair Play ligaen desde entonces.

## Palmarés
- Tippeligaen: 1

1949/50

## Jugadores

### Jugadores destacados
- Tom Rüsz Jacobsen
- Lars Bakkerud
- Freddy Ørbeck
- Jonny Hansen
- Sverre Hansen